# Hardliners MC
Hardliners MC was een in 2019 opgerichte Nederlandse 1%MC of Outlaw Motorcycle Gang (OMG): een motorclub waarvan de leden zich niet aan de wet gebonden voelen. Op 6 september 2023 maakte het Openbaar Ministerie bekend de motorclub als criminele organisatie te willen laten verbieden. In maart 2024 werd Hardliners MC door de rechter verboden.

## Geschiedenis
Hardliners MC werd in mei 2019 opgericht door Lysander de R., een voormalig kopstuk van de Haarlemse Hells Angels. De R. was op dat moment gedetineerd. Sinds de oprichting van de Hardliners MC is de club uitgegroeid tot een van de grootste OMG’s van Nederland. In 2021 telde de vereniging 22 chapters.
Op 8 maart 2024 werd Hardliners MC per direct verboden, omdat de rechtbank, onder andere,  "een cultuur waarin het plegen van strafbare feiten wordt gestimuleerd, vergemakkelijkt en opgedragen" vaststelde.